# Musica nell'aria
Musica nell'aria (Music in the Air) è un film del 1934 diretto da Joe May, tratto dal musical Music in the Air. La commedia, con le musiche di Jerome Kern e il libretto di Oscar Hammerstein II, debuttò per il Broadway theatre l'8 novembre 1932, restando in scena fino al 16 settembre 1933, con 342 repliche. Il 19 maggio 1933 va in scena all'His Majesty's Theatre di Londra arrivando a 199 recite.
La storia è ambientata in Baviera e in Svizzera e molti sono i nomi tedeschi che appaiono nel cast: dal regista, il viennese Joe May, al produttore, il tedesco Erich Pommer, dagli sceneggiatori Billy Wilder e Robert Liebmann, allo scenografo William S. Darling e all'attore Al Shean.

## Trama
In un villaggio delle montagne bavaresi, Karl Roder e Walter Lessing sono due compositori. Karl, il più giovane, è il maestro di scuola del paese. Walter, il più anziano, è il dottore del luogo ma è anche il padre di Sieglinde, la ragazza amata da Karl.
Karl è incaricato di andare a Monaco. Nella grande città, deve ritrovare Ernst Weber, un paesano che ha fatto strada nel mondo dello spettacolo, diventato uno dei più famosi agenti teatrali tedeschi. Se a Weber piacerà la musica di Lessing, potrà riuscire a pubblicarla e a farla diventare un successo.
Anche Karl si reca in città. Recatosi nell'ufficio di Weber, conosce Frieda Hotzfelt, una famosa cantante d'opera, che si trova lì insieme al librettista Bruno Mahler. I due sono reduci da una relazione tempestosa e hanno appena finito di litigare per la nuova opera di Bruno. L'affascinante Frieda è subito attratta dal bel Karl, mentre Bruno, quando vede arrivare Sieglinde con suo padre, comincia a corteggiare la giovane.
Ernst, l'agente, è disposto a utilizzare la musica di Walter per il suo nuovo spettacolo. Ma Frieda, dopo un ennesimo litigio con Bruno, si rifiuta di cantare. Propone anzi a Karl di partire con lei per Venezia. Stanco dei comportamenti stravaganti di Frieda, Karl ritorna da Sieglinde. la ragazza gli confida che Bruno ha rimpiazzato la capricciosa prima donna proprio con lei, che dovrà sostituirla in scena. Karl, allora, cerca di convincerla che cantare in teatro a Monaco non è la stessa cosa come cantare canzoni folcloristiche in campagna. Sieglinde, che non gli crede, rifiuta di andarsene via con lui.
Qualche tempo dopo, durante una prova dell'opera, Ernst, Bruno, il direttore d'orchestra Hans Uppmann e Kirchner, il direttore del teatro, concordano sul fatto che Sieglinde si dimostra una pessima protagonista. Decidono tutti insieme di affidare il ruolo a Frieda che, nel frattempo, ha studiato in segreto la parte insieme a Uppmann. Karl, che è ritornato a Monaco, cerca di mettere sull'avviso Sieglinde. Ma la ragazza non vuole credergli. Di conseguenza, quando il direttore d'orchestra le dice che lei non ha l'esperienza necessaria né lo stile per affrontare il pubblico, Sieglinde è affranta. Pure suo padre resta deluso quando gli annunciano che la sua musica potrà restare nell'opera ma orchestrata da un altro.
Ritornano al villaggio tristi e disillusi. Ma, quando l'opera viene programmata alla radio, l'intero villaggio festeggia la musica di Karl. Ernst conferma che la canzone è un successo e le coppie finalmente sono felicemente riunite.

## Produzione
Le riprese del film, prodotto dalla Fox Film Corporation, durarono dal 24 luglio al 15 settembre 1934.

## Distribuzione
Il copyright del film, richiesto dalla Fox Film Corp., fu registrato il 30 novembre 1934 con il numero LP5145.
Distribuito dalla Fox Film Corporation, il film uscì nelle sale cinematografiche USA il 13 dicembre 1934 con il titolo originale Music in the Air.